# Tommaso Sgricci
Tommaso Sgricci (Castiglion Fiorentino, 31 ottobre 1789 – Arezzo, 23 luglio 1836) è stato un poeta e attore teatrale italiano. Uno degli ultimi e dei più illustri esponenti della poesia estemporanea toscana di tradizione bernescante, Sgricci era noto per le sue grandi capacità d'improvvisatore, tanto da saper comporre al momento poesie, scene e intere tragedie in versi.

## Biografia

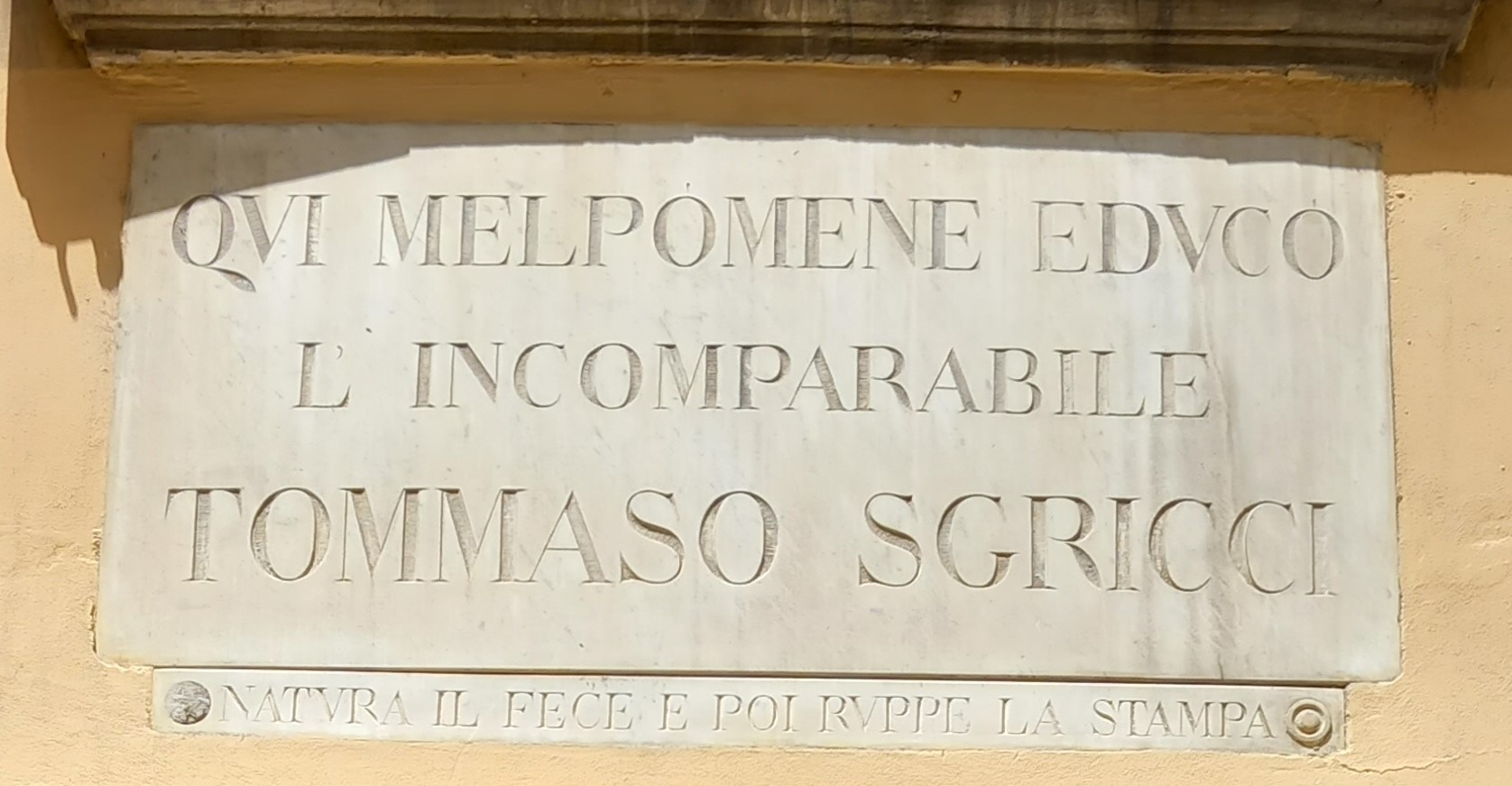
Targa che ricorda la formazione di Tommaso Sgricci ad Arezzo

Tommaso Sgricci nacque a Castiglion Fiorentino, nel Granducato di Toscana, figlio del medico Jacopo Sgricci e della fiorentina Assunta Lorenzi. Il 6 giugno 1810 si laureò in legge a Pisa, ma non esercitò mai la professione forense. Cominciò a farsi notare come improvvisatore già da giovanissimo e dal 1813 si dedicò esclusivamente a questa attività, esibendosi ad Arezzo, Siena, Perugia, Milano, Napoli, Roma ed altre città dello Stato pontificio. Grazie alle sue capacità di improvvisare versi e declamarli in maniera accattivante Sgricci ottenne un enorme successo di pubblico in Italia e all'estero. L'attore era noto per la velocità con cui non solo improvvisava versi, ma li recitava anche: la rapida esposizione non permetteva sempre al pubblico di comprendere i singoli versi e Pietro Giordani lo accusò di ricorrere a questo stratagemma per nascondere la scarsa qualità della sua poesia. Gli spettatori però non sembravano condividere la preoccupazione di Giordani e il suo bell'aspetto (nonostante una leggera zoppia) e la grande presenza scenica resero Sgricci un beniamino del pubblico.
Capace di improvvisare intere scene partendo dai suggerimenti del pubblico, nel 1824 Sgricci si esibì per l'alta società di Parigi, per cui improvvisò una tragedia in cinque atti su Bianca Cappello e una sull'esecuzione di Carlo I d'Inghilterra. L'anno successivo si esibì davanti al granduca di Toscana Leopoldo II, per cui improvvisò una tragedia sulla morte di Maria Stuart; Leopoldo fu talmente colpito da concedergli una pensione di 2400 lire toscane e nello stesso anno Sgricci fu ascritto alla nobiltà aretina. Nonostante il grande successo sulle scene italiane, londinesi e parigine, la carriera di Sgricci non fu priva di momenti difficili. Nel 1819, all'apice del successo, fu espulso dallo Stato pontificio pochi giorni prima di ricevere l'incoronazione poetica al Campidoglio. Ufficialmente il motivo era stata una critica mossa contro il papa, ma voci di popolo suggeriscono invece che la causa fosse uno scandalo di natura omosessuale. Secondo Giovanni Giraud, infatti:
(Giovanni Giraud, Le satire)
Le voci sull'omosessualità di Sgricci sono confermate anche da Lord Byron, che incontrò l'improvvisatore a Ravenna nel 1820 e che scrisse nel suo diario in data 3 marzo: 
(George Gordon Byron, Between two Worlds)
Nonostante le voci sul suo conto, l'improvvisatore continuò a esibirsi con grande successo in Italia e all'estero. Quando la sua carriera volse al declino, Sgricci tornò a Firenze, dove gli fu concessa l'impunità dal granduca. Sgricci morì di malattia ad Arezzo nel 1836 all'età di 46 anni e fu sepolto nella Basilica di Santa Croce a Firenze.